# Freccia Verde
Freccia Verde (Green Arrow), il cui vero nome è Oliver Jonas Queen, è un personaggio dei fumetti statunitensi pubblicati da DC Comics, creato da Mort Weisinger e George Papp nel 1941.
È un supereroe soprannominato "l'arciere di smeraldo", che agisce nella città di Star City, con un vestito e dei metodi che ricordano molto quelli di Robin Hood ed equipaggiato con oggetti e dispositivi speciali, come arco e frecce che elabora egli stesso, con varie funzioni e potenziamenti, come la freccia-colla, la freccia-rete, la freccia-guantone da boxe, con la punta di kryptonite e altre simili.
Il primo (che è anche l'attuale) Freccia Verde, Oliver Queen, durante i suoi primi venticinque anni di storia editoriale non fu un eroe significativo. Ma alla fine degli anni sessanta Dennis O'Neil e Neal Adams gli diedero, dopo avergli fatto perdere le sue fortune, un ruolo di strenuo difensore della classe lavoratrice e dei meno privilegiati. Nel 1970 fu affiancato da Lanterna Verde (Hal Jordan) in una serie più adulta e socialmente matura in cui i due protagonisti si bilanciavano a vicenda; dove Freccia Verde sosteneva la necessità dell'azione diretta, Lanterna Verde rispondeva con la necessità di cooperare con il sistema e le istituzioni; dove il primo era interessato ai cambiamenti sociali, il secondo era più preoccupato per i criminali da neutralizzare.
Anche nella rilettura post-Crisis ad opera di Mike Grell, Freccia Verde rimane un personaggio cresciuto, abbandona le varie frecce truccate per dedicarsi ad assassini, serial-killer e terroristi, con toni più maturi che in passato e spesso drammatici.
Nel 1995 Oliver Queen morì sulle pagine di Green Arrow nn. 100-101 per essere poi rimpiazzato da suo figlio Connor Hawke; nel 2000 venne però resuscitato da Parallax e riprese il suo ruolo di Freccia Verde.
Il sito web IGN ha inserito Freccia Verde alla 30ª posizione nella classifica dei cento maggiori eroi della storia dei fumetti, dopo John Constantine e prima di Deadpool.

## Biografia del personaggio
Il miliardario Oliver Queen, mentre si trovava su uno yacht per un party, si ubriaca e cade in mare; naufraga su di un'isola deserta e, per sopravvivere, si costruisce un rudimentale arco di legno con il quale riesce a cacciare; dopo settimane di pratica, diventa eccezionale.
Viene salvato da una barca che in seguito scoprirà essere di alcuni trafficanti di droga; con la nuova abilità appresa, Oliver sgomina la banda e la fa arrestare.
Successivamente, indossando un costume da "Robin Hood" e usando le sue risorse economiche per finanziare il suo arsenale e rafforzando il suo corpo tramite diverse arti marziali, Oliver Queen diventa Green Arrow, il giustiziere di Star City.
Prendendo spunto da Batman e Robin, Ollie adotta un ragazzo, il giovane Roy Harper che, col nome di Speedy, diviene il suo sidekick, usando una Frecciacaverna come quartier generale.
Col tempo Green Arrow si discosta dal modo di operare di Batman, rinunciando alla ricchezza e diventando un eroe del popolo, operando per le strade; a contatto con la parte più "vera" della nazione, Ollie abbraccia idee politiche liberal, e spesso le sue opinioni da liberal lo mettono in contrasto con gran parte dei suoi colleghi supereroi come ad esempio Aquaman, monarca di Atlantide (chiamato da Ollie "fascio d'acqua dolce") o con Barry Allen/Flash (che nella sua identità civile lavora per la scientifica della polizia) ma soprattutto col suo "avversario politico" per eccellenza, l'ultra-conservatore Hawkman, col quale Ollie ha avuto dispute più che animate.
Dopo essersi unito alla Justice League, ha iniziato una relazione sentimentale con Dinah Lance alias Black Canary; Ollie l'ha amata profondamente, ma si è rivelato un amante infedele, tradendola in più di un'occasione.
Il suo miglior amico si è rivelato essere invece Hal Jordan, con il quale Oliver ha intrapreso un viaggio On the Road a bordo di un furgone, attraversando la nazione combattendo le differenze sociali e le discriminazioni razziali che incontravano nel loro viaggio. Durante quel periodo, Roy Harper cadde nel baratro della droga, diventando un eroinomane; mentre Roy, aiutato da Laurel, combatteva la sua battaglia contro la dipendenza, Ollie era assente, divenendo agli occhi del ragazzo un pessimo mentore: occorsero diversi anni prima che i due si riappacificassero, tuttavia Ollie si sentirà sempre in colpa per aver trascurato il ragazzo nel periodo più difficile della sua vita.
Nel 1985, l'Oliver Queen di Terra-2 morì nella Crisi sulle terre infinite. Tale personaggio era stato ricollegato come membro perduto nel tempo del team di supereroi noto come i sette soldati della vittoria, disperso nel tempo durante una lotta con il loro nemico Nebula Man e recuperato dalla Justice League e dalla Justice Society. Dopo la crisi,Freccia Verde di Terra-Due e Speedy furono completamente ricollegati dall'esistenza, data la fine dell'ex multiverso di DC.
Qualche anno dopo Ollie venne a sapere di avere un figlio, Connor Hawke, del quale disse di non sapere nulla; solamente alcuni anni più tardi (dopo la sua resurrezione) Oliver ammetterà di aver sempre saputo di lui, e di essere stato presente alla sua nascita, ma di averlo abbandonato, in quanto non si sentiva pronto ad assumersi le responsabilità di padre.
Questo sarà per sempre il più grande segreto di Green Arrow, la sua più grande colpa che non lo abbandonerà mai.
Ollie morirà nei cieli di Metropolis, mentre cercava, invano, di disinnescare una bomba.
Molti eroi piangeranno la sua scomparsa, e suo figlio Connor decide di prendere il suo posto, assumendo il nome di Green Arrow.
Ma Hal Jordan, nel frattempo divenuto il nuovo ospite dello Spettro (dopo la sua morte come Parallax), decise di resuscitarlo: i suoi nuovi poteri gli permettevano di accedere in paradiso, dove poté parlare con l'anima di Oliver: questa acconsentì di far rinascere solo "la sua parte migliore", ovvero quella composta dai ricordi di quando viaggiarono insieme per l'America.
Così, alcuni anni dopo, per le strade di Star City riapparve di nuovo Green Arrow, completamente privo dei ricordi degli avvenimenti degli ultimi anni (ad esempio Crisis, Ora zero e la morte di Superman, di Hal Jordan e di Barry Allen), come se fosse appena tornato dal suo viaggio con Hal. Venne trovato, in condizioni di senzatetto da Stanely Dover, un ricco ed anziano signore che si prese cura di lui e cominciò a finanziare le sue imprese di giustiziere.
Oliver Queen cominciò a gestire un centro per il recupero dei giovani, nel quale andò a vivere anche Mia Dearden, una giovane prostituta che Green Arrow salvò dalla strada; Mia, ragazza sveglia, riconobbe il barbuto arciere che le salvò la vita, e andò a vivere con Ollie e Stanley nella loro casa.
Con l'aiuto di Batman, Deadman e Etrigan, Ollie andò alla ricerca della sua origine: scoprì tutta la verità grazie ad Hal, nel frattempo divenuto lo Spettro, che lo fece incontrare con la sua anima: i due Oliver si incontrarono nell'aldilà e l'originale spiegò al risorto di essere un vacuo ovvero un essere vivente senz'anima, che si ricongiungerà ad essa solo dopo la morte.
La scoperta della verità obbligò Stanley Dover a rivelarsi: studioso dell'occulto fin da giovane, andava a caccia di una famigerata "bestia" dai poteri immensi che voleva sottomettere. Per rintracciarla aveva ucciso numerosi bambini sotto gli occhi del nipotino (che era misticamente legato alla bestia) in modo da evocarla, ma invano. Ora Stanley voleva trasferire la sua anima all'interno del corpo di Ollie, in modo da poter usufruire dei potenti mezzi della League per rintracciare il mostro. In soccorso di Ollie e Mia accorse Connor Hawke, e alla vista di suo figlio in pericolo l'anima di Ollie si riunì al corpo facendolo tornare completo e sventando il piano di Stanley.
Riunendosi all'amata Dinah, oggi Ollie vive con Mia (divenuta nel frattempo la nuova Speedy) e Connor a Star City, continuando a gestire il centro giovanile di Dover, facendo da "nonno" alla piccola Liam (figlia di Roy) e continuando a tenere pulite le strade della sua città.
Durante Crisi d'identità Ollie ha confidato a Wally West che per anni lui e una piccola congrega di eroi, formata da Hawkman, Zatanna, Black Canary, Atomo (Ray Palmer), Barry Allen e Hal Jordan, hanno manomesso la memoria di alcuni supercriminali allo scopo di mantenere l'anonimato di molti eroi e proteggere i loro cari.
Oliver ha rifiutato l'ingresso nella nuova formazione della JLA per non opprimere Roy (oggi noto come Freccia Rossa in suo onore), ma nutrendo una forte nostalgia di quando ne era un titolare.
Dopo tanti anni, Oliver ha deciso di chiedere a Laurel di sposarlo; nonostante gli alti e bassi che hanno avuto nel corso degli anni, i due si sono sempre amati profondamente, e Ollie sembra deciso più che mai a prendere con maggior serietà il suo ruolo di compagno di vita.
Tuttavia Connor Hawke, il figlio a cui voleva finalmente rivelare tutto, viene colpito da un proiettile avvelenato. Dopo aver portato Connor in ospedale, Ollie apprende da Mia Dearden che il ragazzo era già a conoscenza dell'abbandono da parte di suo padre. Nonostante l'intervento di Hal Jordan, che riesce solo a rimarginare la ferita, accorgendosi troppo tardi della presenza del veleno, Connor cade in uno stato vegetativo irreversibile. Oliver è devastato dalla consapevolezza che suo figlio non può mai svegliarsi e dal fatto che Connor lo aveva perdonato anni fa. Connor in seguito si risveglia, ma a causa di un'amnesia non ricorda più nulla e decide di lasciare momentaneamente il padre per andare alla ricerca di sé stesso. Nonostante i suoi problemi, l'affetto per il padre rimane immutato.
Oggi Freccia Verde continua a proteggere gli abitanti di Star City in coppia con la moglie Laurel. La tragedia in casa Queen però non tarda ad arrivare: il criminale Prometeus e il suo complice Electrocutioner organizzano un piano terrificante: causano un terremoto nel centro di Star City che fa numerose vittime, tra cui la piccola Lian, figlia di Roy Harper e praticamente una nipote per Ollie. Inoltre Prometeus s'infiltra nella base della JLA e amputa il braccio destro a Roy. Quando Freccia Verde lo trova, anziché consegnarlo alle autorità lo uccide infilzandolo con una freccia.
Quando i suoi compagni della JLA vengono a saperlo cercano di impedirgli di ripetersi con Electrocutioner, ma quando l'arciere di smeraldo si trova davanti il criminale, vedendo che la sua sete di sangue sta corrompendo la sua pupilla Mia Darden (la nuova Speedy), Ollie consegna il criminale alle autorità e poi si costituisce, smascherandosi. La giuria del processo lo giudica innocente, ma per Oliver le cose precipitano: viene lasciato da Laurel, abbandonato da Roy ed esiliato da Star City, rimanendo solo, senza una meta e con tanta amarezza nel cuore. Successivamente lo si vedrà affrontare il suo rivale di sempre Black Archer (Malcolm Merlyn).

## Poteri e abilità
Freccia Verde è il più grande arciere del mondo, dotato di una mira eccezionale e di una fantastica velocità d'esecuzione (per sua ammissione, è in grado di scoccare 29 frecce al minuto).
All'inizio della sua carriera faceva uso di frecce truccate (le frecce-manette o la famosa freccia - guantone da boxe) ma in seguito iniziò ad adottare frecce convenzionali. Grazie alla sua infallibile precisione e a un'eccezionale coordinazione nei movimenti, ha la capacità di trasformare in armi letali anche gli oggetti più innocui: perciò anche se non possiede superpoteri, è in grado di compiere azioni straordinarie. Quando non può utilizzare l'arco, Oliver fa anche uso di una spada corta che usa nei combattimenti ravvicinati. Oliver è anche abile nelle arti marziali e nel combattimento corpo a corpo, arti marziali come karate, taekwondo ed il jeet kune do. I suoi riflessi e la sua agilità, come anche la sua coordinazione nei movimenti, sono paragonabili a quelli dei migliori acrobati e trapezisti.

## Altre versioni

### Batman: Il ritorno del Cavaliere Oscuro
In Batman: Il ritorno del Cavaliere Oscuro vediamo Oliver, privo di un braccio e divenuto un fuggitivo ricercato, contattare Batman per aiutarlo ad inchiodare Superman: difatti, durante il duello finale tra il Cavaliere Oscuro e l'Uomo d'Acciaio, Ollie scocca (con l'uso dei denti) una freccia contenente Napalm alla kriptonite, in grado di indebolire Superman. In seguito, Ollie si unisce alla banda di Batman.

### Batman: Il cavaliere oscuro colpisce ancora
Anche nel seguito della saga scritta da Frank Miller, Ollie continua ad affiancare Batman nella sua crociata, venendo munito di un braccio artificiale.

### Kingdom Come
Anche in Kingdom Come Oliver, ora sposato con Black Canary e padre di una bambina, Olivia (nota come Black Canary III) è alleato di Batman e dei suoi Outsiders. Rimane ucciso nell'esplosione nucleare (lo si può vedere a pagina 187 alla sinistra di Superman, che abbraccia sua moglie).

## Altri media

### Televisione
- È apparso come ospite nella serie di cartoni animati I Superamici.
- Nella serie TV Smallville il personaggio compare a partire dalla sesta stagione, interpretato da Justin Hartley, e assume sempre maggiore importanza nelle ultime stagioni della serie.
- Oliver Queen è il personaggio principale dell'Arrowverse, nel quale è interpretato da Stephen Amell: protagonista della serie madre Arrow, compare anche negli spin-off The Flash, Supergirl e Legends of Tomorrow.
- Freccia Verde è uno dei personaggi principali nei tre film d'animazione Batman Unlimited: Istinti animali, Batman Unlimited: L'alleanza dei mostri e Batman Unlimited: Fuga da Arkham, e della serie animata Batman Unlimited.
- Il personaggio compare anche nella serie animata Batwheels.

### Cinema
- David S. Goyer e Justin Marks hanno realizzato la sceneggiatura di un probabilmente imminente film incentrato sul personaggio di Freccia Verde inizialmente intitolato Super Max, in cui è accertata la presenza del personaggio di Amanda Waller, sicuramente slegato dalla versione cinematografica già vista in Lanterna Verde. Il 5 giugno 2008 il film fu rinominato Green Arrow: Escape from Super Max, dal nome della prigione da cui sarebbe fuggito il personaggio di Oliver Queen/Freccia Verde: lo script trapelato online, con recensioni positive, riportava infatti che l'eroe, incastrato per un crimine non commesso, sarebbe fuggito da un carcere di massima sicurezza con una lista di villain da affrontare. Sul sito di MTV è recentemente comparsa un'intervista di Justin Marks, in cui questi ha riferito: "È una prigione davvero impressionante. [...] Per "Super Max", la prigione doveva essere quel genere di cosa in cui essa stessa è un personaggio in sé per sé." Marks ha poi affermato che la prigione richiedeva delle superpotenze per essere aggirata e che essa stessa aveva, per così dire, dei superpoteri, aggiungendo che nel film non era prevista la presenza di Black Canary (presente in compenso in Arrow), mentre erano contemplate le apparizioni dell'Enigmista, di Lex Luthor e di Joker. Di seguito l'intervista integrale in lingua originale: "It's a very, very awesome prison. I majored in architecture in college, and design is how I actually started in. For 'Super Max,' designing that prison, it had to be the kind of thing that was a character in and of itself. We're in a world where instead of just trying to contain a guy who's really big, you're trying to contain a guy who can — in the case of Icicle — who can freeze things. What kind of a cell would a guy like that need in order to have his powers neutralized? So to escape from Super Max they have got to go through the most elaborate heist we've ever seen, involving superpowers. Because the prison itself kind of has superpowers!". Goyer ha fornito sporadicamente aggiornamenti sullo stato del film, confermando solo che è in lavorazione. Con nessuna vera novità su Super Max lo scorso anno, molti si sono domandati se il progetto fosse stato accantonato, ma The Hollywood Reporter ha successivamente confermato il film è ancora in sviluppo, ma non risulta tra i progetti attivi elencati dallo studio nel recente annuncio della formazione di DC Entertainment. Pare inoltre che la Warner stia pianificando per Green Arrow anche un film di origini separato, che non si sa se avrà la precedenza su Super Max o meno, anche se questo sembra improbabile dato l'ormai ufficiale lancio dell'universo cinematografico DC a seguito del successo de L'uomo d'acciaio (2013). Infine Stephen Amell, interprete del Freccia Verde televisivo, ha espresso il suo desiderio di partecipare, anche in un singolo cameo, nel futuro film corale sulla Justice League, sceneggiato sempre da Goyer, che potrebbe includere Green Arrow anche tra i protagonisti, sollecitando la speculazione dei fan sulla fusione di universo cinematografico e universo televisivo (non ancora del tutto smentita dalla Warner) anche a seguito di un post che ritraeva l'albo in cui il personaggio entra a far parte del supergruppo DC. Di recente Amell ha rivelato anche di aver discusso di questa possibilità (effettivamente papabile, data l'introduzione di Flash, Laboratori S.T.A.R. e Ra's al Ghul nel serial) con i produttori e altri membri dello staff dei progetti televisivi DC, ma che queste conversazioni non hanno nulla di ufficiale e non riguardano i piani alti che gestiscono la parte cinematografica.

### Videogiochi
- In Batman: Arkham Origins, a bordo della Final Offer, è presente un container delle Queen Industries.
- È un personaggio sbloccabile nel videogioco Justice League Heroes al costo di 76 scudi JLA.
- Appare nel MMORPG DC Universe Online (2009).
- Appare come personaggio giocabile nei videogiochi LEGO Dimensions, LEGO Batman 3: Gotham e oltre, Injustice: Gods Among Us, Injustice 2 e LEGO DC Super-Villains, in questi ultimi due doppiato da Gianluca Iacono.